# Puchar Federacji Bośni i Hercegowiny w piłce nożnej
Puchar Federacji Bośni i Hercegowiny w piłce nożnej (bośn. Kup Federacije Bosne i Hercegovine u nogometu) – cykliczne rozgrywki piłkarskie o charakterze pucharowym w Bośni i Hercegowinie. Nie jest klasycznym Pucharem z jednego prostego powodu – nie ma ostatecznego zwycięzcy, a mianowicie służy jedynie jako eliminacja do Pucharu Bośni i Hercegowiny, ponieważ zwycięzcy meczów jednej rundy zyskują prawo do udziału w rundzie 1/16 finału najbardziej masowych rozgrywek piłkarskich w kraju. Organizowane co sezon przez Związek Piłki Nożnej Bośni i Hercegowiny (N/FSBiH) i przeznaczone są dla krajowych klubów piłkarskich.

## Format
Format rozgrywek był wiele razy zmieniany. Przed rozpoczęciem rozgrywek o Puchar FBiH najpierw organizowane Puchary kantonów, w których biorą udział kluby grające w ligach poniżej Premijer ligi. Do rozgrywek Pucharu FBiH kwalifikują się kluby, niektóre z kantonów mają jednego lub więcej przedstawicieli w rozgrywkach finałowych, w zależności od liczby zarejestrowanych klubów kantonalnych, ale także od rankingu klubów. Niezależnie od Pucharu FBiH w wielu kantonach rozgrywany jest mecz finałowy, w którym wyłania się zwycięzca Pucharu Kantonów. Ponieważ w sezonie 2016/17 nastąpiły zmiany w Premijer lidze Bośni i Hercegowiny, Puchar FBiH miał zakwalifikować jeszcze dwie drużyny do krajowego pucharu. Wprowadzono nowy format. Były dwie rundy. W pierwszej rundzie 16 drużyn z niższych lig, które wciąż zakwalifikowało się do pucharu kantonów, grało ze sobą, a zwycięzcy awansowali do drugiej rundy, gdzie następnie zostali sparowani z 16 drużynami z pierwszej ligi FBiH. Ostatecznie do krajowego pucharu kwalifikuje się 12 zwycięzców rundy drugiej. W wypadku kiedy w regulaminowym czasie gry padł remis zarządza się dogrywkę, a jeśli i ona nie przyniosła rozstrzygnięcia, to dyktowane są rzuty karne.

## Historia
Historia rozgrywek pucharowych na terenie niepodległej Bośni i Hercegowiny rozpoczyna się w sezonie 1993/94, kiedy został rozegrany pierwszy Puchar Republiki Serbskiej w piłce nożnej. Od następnego sezonu 1994/95 startowały kolejne dwie rozgrywki pucharowe - Puchar NS BiH (Puchar Federacji BiH) i Puchar Herceg-Bośni. Związek Piłki Nożnej Bośni i Hercegowiny uznał za oficjalny jedynie turniej Pucharu NS BiH, a pierwszym triumfatorem rozgrywek w 1995 został NK Čelik Zenica, który pokonał 1:0 FK Sloboda Tuzla.
Do sezonu 1999/2000 organizowano trzy oddzielne turnieje pucharowe. W 1998 roku Bośnia i Hercegowina po raz pierwszy zdobyła oficjalnego zwycięzcę Pucharu po "superfinale" pomiędzy zwycięzcami dwóch różnych pucharów (Pucharu NS BiH i Pucharu Herceg-Bośni), w którym FK Sarajevo wygrał z HNK Orašje (0:0, 1:0 pd.). W sezonie 1999/2000 w Federacji Bośni i Hercegowiny zorganizowano wspólny format pucharu (kluby z Pucharu Herceg-Bośni dołączyli do Pucharu NS BiH). W sezonie 2000/01 rozgrywki zostały reorganizowane. Rozegrano dwie rundy Pucharu NS BiH, a później dołączyli kluby z Republiki Serbskiej, w związku z czym rozgrywki otrzymały nazwę Puchar Bośni i Hercegowiny w piłce nożnej. Nadal są kontynuowane regionalne rozgrywki o Puchar Republiki Serbskiej.
W sezonie 2011/12 postanowiono również powrócić do rozgrywek regionalnych o Puchar Federacji Bośni i Hercegowiny, które były częścią rozgrywek o Puchar Bośni i Hercegowiny, i w których nie wyłoniono zwycięzców.

## Edycje
Puchar Federacji Bośni i Hercegowiny w piłce nożnej (bośn. Kup Federacije Bosne i Hercegovine)
- 2010/11
- 2011/12
- 2012/13
- 2013/14
- 2014/15
- 2015/16
- 2016/17
- 2017/18
- 2018/19
- 2019/20
- 2020/21